# Скади
У нордијској митологији, Скади је јотун и богиња повезана са ловом луком и стрелом, скијањем, зимом, и планинама. Скади је поменута у Поетској Еди, преведена у 13-том веку из традиционалних извора; Прозној Еди и Хеимскрингли.
Према свим изворима, Скади је ћерка изданог Тијазија, и Скади се удата за бога Њорда као накнада од стране богова због убиства њеног оца. У Хеимскрингли, пише да се Скади раставила од Њорда и касније се удала за бога Одина, и да су њих двоје имали много деце. У Поетској Еди и Прозној Еди, Скади је одговорна за постављање змије која је испуштала отров изнад Локијеве главе. Скади се још ословљава као Öndurguð (старо-нордијски "богиња хладноће") и Öndurdís (старо-норидјски "хладна жена").
Етимологија имена Скади није поуздана, али може бити повезана са оригиналним називом Скандинавије. Имена неких места у Скандинавији, нарочито у Шведској, односе се на Скади. Научници Scholars имају претпоставке о могућој повезаности између Скади и бога Улра (који је такође повезан са скијањем и појављује се најчешће у именима градова у Шведској), посебном односу са јотуном Локијем, и да је Скандинавија можда добила назив по Скади (могуће значење "Скадијино острво") или да је име повезано са старом нордијском именицом чије је значење "повредити". Скади је многима послужила као инспирација у разним деловима уметности.

## Етимологија
Старо-нордијско име Скади, као и Ска(н)динавија , може бити повезано са готским skadus, староенглеским sceadu, старосаксонским scado, и старо-високо немачким scato (значење "сенка"). Научник Џон Мекинел коментарише да ова етимологија сугерише да је Скади можда некада била персонификација географског региона Скандинавије или да је била повезана са подземљем.
Жорж Димезил се не слаже са појмом Скадин-авиа етимолошки "острво богиње Скади". Димезил коментарише да је први елемент Скадин сигурно некада имао везе са "тамом" "или нечим другим за шта не можемо да буде сигурни". Димезил каже да име Скади проистиче из имена географског региона, који је у то време било тешко потпуно разумети. У вези тога, Димезил указује на паралелу у Ериу, богињи из келтске митологије која је, по неким ирским текстовима, добила име по Ирској а не обрнуто.
Алтернативно, Скади  је можда повезано са старо-нордијсом именицом skaði ("повредити"), изворним исландским и фарским skaði (“повредити, оштетити”).

## Постојање
Скадијино постојање је потврђено у поемама које се налазе у Поетској Еди, у две књиге у Прозној Еди и у једној Хеимскрингла књизи.

### Поетска Еда
У Поетској Еди поема Гримнисмал, бог Один (предстаљен као Grímnir) открива младом Агнару постајање дванаест локација. Один помиње локацију Трихеимр шести ред у првој строфи. У тој строфи, Один говори да је јотун Тијази некад живео тамо, а да сада ту живи његова ћерка Скади. Один описује Трихеимр као "древни суд", а Скади као "светлу младу богова". У уводу у поеми Скирнисмал, бог Фрејр се заљубио у поштену девојку (јотун Гердр) коју је угледао у Јотунхеимру. Бог Њорд тражи од Фрејовог слуге Скинира да прича са Фрејром, и у првој строфи поеме, Скади говори Скирниру да пита Фрејра што је толико забринут. Скирнир одговара да очекује тешке речи од њиховог сина Фрејра.
У уводу у поему Локасена, Скади је представљена као жена Њодра и наведена је као једна од богиња присутних на Аегировој гозби. После Локијеве размене са богом Хејмдалом, Скади се убацује. Скади говори Локију да је "безбрижан" и да се Локи неће "играти комедијаша" још дуго, и да ће га богови везати Локија за чврсту стену са смрзнутим изнутрицама његовог сина. Локи одговара, да и ако се то деси, он је био "први и најзаслужнији" у убиству Тијазија. Скади одговара, да ако је тако, "убитачан савет" ће увек доћи из њеног "уточишта и равнице". Локи одговара да је Скади била више пријатељски расположена док је била у његовом кревету-прозивка коју је упућивао свим богињама у поему и није потврђена нигде друде. Локи завршава са прозивкама а потом се претвара у богињу Сиф.
На крају Локасене, богови хватају Локија и везују га са изнутрицама његовог сина Нарфија, док су његовог другог сина Валија претворили у вука. Скади ставња отровну змију изнад Локијевог лица. Отров испада из змије док Локијева жена Сигин седи и држи лавор испод змије, скупљајући отров. Када се лавор напуни, Сигин мора да га испразни, у току тог времена змијин отров пада на Локијево лице, при чему би се он толико грчио, да је долазило до земљотреса од Локијевог грчења.
У поеми Хиндла, женски јотун Хиндла говори богињи Фреји различите митолошке родослове. У једној строфи, Хиндла напомиње да је Тијази "волео да гађа" и да је Скади била његова ћерка.

### Прозна Еда
У Прозној Еди, Скади је поменута у две књиге: Гилфагининг and Скалдскапармал.

#### Гилфагининг
У поглављу 23 у Прозној Еди књига Гилфагининг, устоличена особа објашњава да је Скади жена од Њорда, да је она ћерка од јотуна Тијазија, и присећа се приче о њих двоје. Присећа се да је Скади желела да живи у кући у којој је живео њен отац звана Трихеимр. Ипак, Њодр је желео да живи ближе мору. Потом, њих двоје долазе до договора да ће прво провести девет ноћи у Трихеимру а онда ће следеће три ноћи провести у Њордовој кући поред мора in Ноатун (или девет зима у Трихеимру и следећих девет у Ноатуну према Кодекс Региус рукопису). Како год, када се Њорд вратио из планина у Ноатун, рекао је:

"Мрско ми је да будем у планинама,
Нисам био дуго тамо,
само девет ноћи.
Завијање вукова
звучало је ружно за мене
после лабудових песама."

Скади је одговорила:

"Нисам могла да спавам
на морским креветима
од крештања птица.
Тај галеб ме буди
када из широког мора
долази сваког јутра."

Извори за ове стихове нису дати у Прозној Еди или било где. Особа даље говори да се Скади после вратила у планине у живела у Трихеимру, тамо је Скади често путовала на скијама, руковала луком и стрелом, и убијала дивље животиње. Особа каже да су Скади још ословљавана као "богиња хладноће" (Старо-нордијски Öndurgud) и "хладна жена" (Öndurdís). Као подршка, горе поменутим стиховима из Поетске Еде цитира се поема Гримнисмал. У следећем поглављу (24), Особа каже да "после овога", Њорд "је имао двоје деце": Фрејр и Фреја. Имена мајке двоје деце није дато овде.
На крају поглавља 51 Гилфгининга, Особа описује како су богови ухватили и везали Локија. Скади је представљена како узима отрвону змију и ставља је изнад Локијевог лица. Локијева жена Сигин је седела поред њега и држала лавор. Када се лавор напуни, Сигин мора да га испразни, у току тог времена змијин отров пада на Локијево лице, при чему би се он толико грчио, да је долазило до земљотреса од Локијевог грчења.

#### Скалдскапармал
У поглављу 56 Прозне Еде књиге Скалдскапармал, Браги се присећа са Аегиром како су богови убили Тијазија. Тијазијева ћерка, Скади, узела је шлем, оклоп и "сва оружја рата" и упутила се ка, Асгарду, кући богова. Пти Скадијином доласку, богови су желели да се искупе за њен губитак и понудили су договор. Скади им је дала услове договора, и богови су се сложили да Скади може да изабере мужа међу њима. Ипак, Скади може да изабере њеног мужа гледајући једино њихове ноге. Скади је видела пар ногу који су јој деловали најпривлачније и рекла је "Бирам овог; има мало ствари које су ружне код Балдра". Али, испоставило се да су те ноге од Њорда.
Скади је као део договора још укључила нешто што је мислила да је немогуће да ће богови да испуне; да је насмеју. Да би урадио то, Локи је везао један крај канапа око браде од козе, а други крај за своје тестисе. Коза и Локи вукли су једно друго напред-назад, испуштајући гласне звуке. Локи је на крају пао у Скадијино крило, она се насемејала, чиме су богови испунили овај део договора. Коначно, као задњи део договора, Один узима Тијазијеве очи, шаље их на небо и од њих прави две звезде.
Даље у Скалдскапармали, дело поете Торд Сјарексона је цитирано. Поема назива Скади "мудром божијом невестом" и напомиње да она "није могла да воли Ванире (други клан богова)". Проза испод цитата наглашава да је ово разлог зашто је Скади напустила Њорда. У поглављу 16, дата су имена за Локија, укључујући "свађалица Хејмдала и Скади". У поглављу 22, Скади је повезана са поемом из 10-тог века Хаустлонг где песник Тјодолф ословљава вола као "завезани-Варин [Скадијин] кит". У поглављу 23, песник Браги Бодансон ословљава Тијазија као "оца ледене-даме". У полгављу 32, Скади је набројана међу шест богиња која присуствују Аегировом ручку. У полгављу 75, Скади се налази међу 27 имена Есира.

### Хеимскрингла
У поглављу 8 "Хеимскрингле" књига Сага о инглизму, Скади се појављује у митском делу. Овај део даје детаље да се Скади прво удала за Њорда, ало није имала сексуалне односе са њим, и да се касније удала за Одина. Скади и Один су "имали пуно синова". Само једно име је познато: Семингр, краљ Норвешке. Две строфе од песника Ejvindra Skaldaspilira су дате као извор. У првој строфи, Скади је описана као јотун и "поштена дама". Неостају делови друге строфе. Друга строфа почиње:

На костима мора,
и многим синовима
зимска богиња
била је са Одином

Ли Hollander објашњава да "на костима мора" је метафора за "стене", и верује да ова строфа несумњиво ословљава Скади "ставновником стена" због њене повезаности са бланинама и скијањем.

## Теорије

### Волсунг Сага
Још једна личност по имену Скади појављује се у првом поглављу Волсунг Саге. У поглављу, овај Скади—мушкарац—власнике је роба по имену Бреди. Други човек, Сиги (један од Одинових синова) отишао је једне зиме у лов са робом. Сиги и роб Бреди ловили су све док није пао мрак, када су упоређивали ко је више убио. Сиги је приметио да је роб Бреди убио више и због тога га је убио и закопао његово тело у снегу.
Те ноћи, Сиги се вратио кући и тврдио да је Вреди побегао у шуми, нестао му из вида и да не зна шта се десило са робом касније. Скади није поверовао у Сигијеву причу, сумњајући да Сиги лаж еи да је Сиги у ствари убио Бредија. Скади је окупио људе и почели су да траже Бредија, док нису нашли његово тело закопано у снегу. Скади је предложио да долина треба да се се зове "Бредијева долина", и од тада људи велике долине прекривене снгом називају под тим именом. Чињеница да је Сиги убио Бредија постала је очита, и Сиги је постао одметник. Помоћу Одина, Сиги напушта земљу, и Скади се више не помиње у причи.
Научник Хесе Byock напомиње да се богиња Скади такође повезује са зимом и ловом, и да тај део Волсунг саге у којој учествују Скади, Сиги и Бреди произилази из неког изгубљеног мита.

### Друго
Научник Џон Lindow коментарише да епизода у Гилфгаинингу која описује Локијеву сцену са козом може представити кастрацију као ритуал који је засмејавао богиње. Lindow напомиње да су Локи и Скади имали посебан однос, пример када је Скади поставила змију изнад Локијеве главе у Локасени и Гилфгаининту.
Услед заједничке повезаности са скијањем и чињеницом да многа места у Шведској потичу од Улра и Скади, неки научници сматрају да постоји и посебан однос између ова два бога. Са друуге стране, Скади може бити мушког рода и као резултат тога, неки научници сматрају да је Скади у ствари мушки бог.
Научник Хилда Елис Davidson сматра да је Скадијина личност дошла и до Халогаланда, провинција у северној Норвешкој, зато што "она показује особине лапонаца, који су познати по скијању, гађању луком и стрелом; њена растава од Њорда може указати на разлику између њене културе и културе Ванира у овом региону, где су скандинавци и папонци били у блисим односима."

## Модерни утицај
Модерни радови у уметности приказују Скади у Skadi und Niurd (илустација, 1883) од K. Ехренберга и Skadi (1901) од Е. Доплера. Скади се такође полављује у А. Ехленшлагеровој пемси (1819) Skades Giftermaal. Арт деко насликао је обе слике од боговаа Улра (1928) и Скади (1929) које су се појављивиле на насловницама Шведског годишњег скијашког магазина På Skidor, на сликама обоје скијају и држе лук и стрелу. Е. Џон Б. Ален напомиње да су богови осликани у маниру који "даје историјску вредност велике вредности Шведским ски новинама, које су почеле са производњом 1893". Природи сателит Сатурна (Скати) добио је име по овој богињи.
Добивши име од богиње, Скади је главни лик у интернет стрипу Кејти Рајс и Лук Коримакана који се налази на интерет-стрип сајту Dumm Comics.
The Eye of Skadi је итем који може да се купи у игрици Dota 2, акционо-стратегијска игра, од Корпорације Валв.
Скади може бити позвана као личност у серији Персонска Царица Аркана, серија од Атлуса.
Скади је бог који може да се купи у игрици Смајт.
Ротердамски веслачки клуб добио је име по Скади.